# Чукотське нагір'я
Чукотське нагір'я, Чукотський хребет, система середньовисотних хребтів і масивів на північному сході Азії.

## Морфологія
Тягнуться від Чаунської губи (Шелазький заввишки 1105 м, Екіатапський — 1522 м, Пегтимельський — 1810 м, і ін.) і перехідних на схід від р. Амгуема в піднесеності і пасма (висоти 500—1000 м). Довжина близько 450 км.

## Геологія
Північні хребти складені головним чином пісковиками і сланцями, прорваними гранітами; на півдні переважають вулканогенні відкладення.

## Гідрологія
Масиви Ч. н. утворюють вододіл річок морів Північного Льодовитого океану (Пегтимель, Паляваам, Амгуема тощо) і річок басейну Берингова моря (витоки Білою, Канчалан тощо).

## Клімат
Клімат суворий. Зима тривала (7-8 мес), літо коротке і прохолодне. Середня температура січня від -15° (на південному сході до -30°С (на північному заході), липня від 3°С на півночі до 10°С на півдні. Опадів випадає від 250 до 400 мм на рік. На сході часті тумани.

## Рослинність
У прибережних районах поширені вологі осоково-пушицеві кочкарні тундри і гипново-трав'яні болота; гірно-тундровою рослинністю покриті і нижні схили гір. На вершинах — арктична гірська пустеля.

## Корисні копалини
Родовища олова, ртуті, кам'яного вугілля.